# Shelta
Le shelta (en anglais : /ˈʃɛl.tə/ ; en irlandais : Seiltis) est la langue des Travellers irlandais. Son origine n'est pas bien connue, bien qu'une partie de son lexique soit empruntée au gaélique irlandais et une autre à l'anglais. Il est parlé surtout en Irlande, mais aussi au Royaume-Uni et aux États-Unis (surtout à New York).
Bien qu'on exagère l'importance de ce fait, on l'utilisait souvent en tant que langue secrète (cryptolecte) pour que les étrangers ne comprennent pas les conversations des Travellers.

## Noms et étymologie
Le shelta est connu sous un grand nombre de noms : cant, gammon, tarri, etc. Le cant est la forme répandue dans toute l'Irlande ; le gammen, ou gammon, est concentré dans la région sud-ouest. « Shelta » est le terme le plus usité de nos jours.

### Étymologie
Le terme shelta est apparu pour la première fois en 1882 dans le livre The Gypsies de Charles Leland, qui a alors annoncé avoir découvert la « cinquième langue celte ».